# Clavella uncinata
Clavella uncinata – gatunek widłonoga z rodziny Lernaeopodidae. Jako pierwszy zgodnie z zasadami nazewnictwa binominalnego opisał go w 1776 roku duński przyrodnik Otto Friedrich Müller, nadając mu nazwę Lernaea uncinata.